# كون أو-سون
كون أو-سون (هانغل: 권오손) هو لاعب كرة قدم كوري جنوبي في مركز الدفاع، ولد في 3 فبراير 1959 في كوريا الجنوبية. شارك مع منتخب بروناي تحت 23 سنة لكرة القدم ومنتخب كوريا الجنوبية لكرة القدم. أما مع النوادي، فقد لعب مع أولسان هيونداي ونادي سول.

## وصلات خارجية
- كون أو-سون على موقع دوري كوريا الجنوبية (الإنجليزية)
- كون أو-سون على موقع قاعدة بيانات كرة القدم.إي يو (الإنجليزية)
- كون أو-سون على موقع ناشيونال فوتبول تيمز (الإنجليزية)